# 鄭哲敏
鄭 哲敏（てい てつびん、1924年10月2日 - 2021年8月25日）は、中華人民共和国の物理学者。「中国爆発力学の父」とも呼ばれている。中国科学院院士。全米技術アカデミー外籍院士。中国工程院院士。

## 経歴
原籍は浙江省鄞県（現在の寧波市鄞州区）で、1924年10月2日に山東省済南市に生まれた。父は鄭章斐。済南市立第五小学、済南南育英中学、成都建国中学、成都華陽県中学、金堂銘賢中学を経て、1943年、西南聯合大学電機系に入学した。1947年に清華大学機械系を卒業すると同時に、銭偉長に助手として採用され。1948年8月に米国カリフォルニア工科大学に留学し、銭学森の博士研究員となった。博士号を取ったら帰国して祖国建設に参加するつもりですが、米国政府に妨害されました。
1954年9月26日にニューヨークから船でアメリカを離れ、10月12日にスイスに到着した。1955年2月21日、鄭哲敏は香港と宝安県から入国した。帰国後、鄭哲敏は中国科学院数学研究所の副研究員を務め、銭偉長が同所で創立した力学研究室に加入した。同年の年末、銭学森は中国に帰りました。鄭哲敏は銭学森に参加して中国科学院力学研究所を創建した。1970年7月、鄭哲敏は五七幹学に下放して働く。1971年に職場に復帰した。1979年、鄭哲敏は機械研究所の材料力学性能研究室を創立し、第一室長を兼任した。1983年に中国共産党入党。1984年2月、銭学森の後任として、中国科学院力学研究所所長に任命された。1986年には中国科学院海洋工程科学技術研究中心主任を兼務する。
2021年8月25日、北京市で病気のため死去した。96歳。

## 栄典
- 1980年、中国科学院院士
- 1993年、全米技術アカデミー外籍院士
- 1994年、中国工程院院士

## 受賞
- 1988年、中国科学院科学技術進歩一等賞
- 1989年、中国科学院自然科学一等賞
- 1990年、国家科学技術進歩二等賞
- 1992年、中国科学院自然科学一等賞
- 1993年、国家自然科学二等賞
- 1993年、陳嘉庚技術科学賞
- 1996年、何梁何利基金科学と技術進歩賞
- 2013年、国家最高科学技術賞[1]